# HRESH
Le HRESH ou HREESH (en arménien : Հրեշ ; "monstre") est un drone suicide développé par le groupe arménien ProMAQ. Il fut dévoilé pour la première fois lors de l'exposition ArmHiTec-2018 et dispose d'une portée de 20 km. Il s'agit du premier drone suicide produit localement par l'Arménie. Un média israélien constata une ressemblance entre le HRESH et le drone israélien Hero-30. Il fut utilisé par l'Arménie lors de la guerre du Haut-Karabagh de 2020 sans avoir eu un impact significatif sur les combats.